# Diseminado

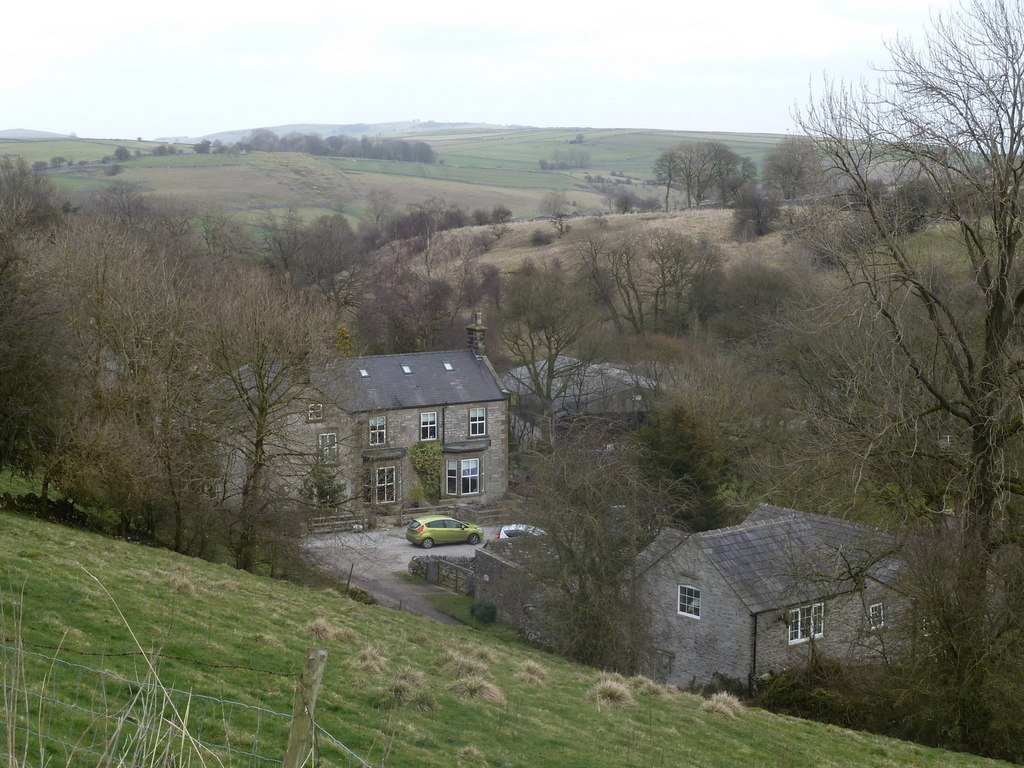
Una vivienda en medio del campo, fuera de todo núcleo de población, es un ejemplo de diseminado

## España
Se considera poblamiento diseminado por el Instituto Nacional de Estadística de España el constituido por las edificaciones o viviendas de una entidad singular de población que no pueden ser incluidas en el concepto de núcleo de población.
Una entidad singular de población puede tener uno o varios núcleos, o incluso ninguno, si toda ella se encuentra en diseminado.
Ninguna vivienda puede pertenecer simultáneamente a dos o más núcleos, o a un núcleo y un diseminado.